# Kardos M. Róbert
Kardos Máriusz Róbert (Nagyvárad, 1968. április 24. –) Jászai Mari-díjas (2012) magyar színművész.

## Életpályája
1990–1994 között a marosvásárhelyi Színművészeti Akadémia hallgatója volt. 1994–2002 között a Kolozsvári Állami Magyar Színház tagja volt. 2002-ben hazaköltözött Nagyváradra. 2002-2022 között a Szigligeti Társulat tagja. 2005-től meghívott színész a Temesvári Csiky Gergely Társulatban. 2023-tól a újra a Kolozsvári Állami Magyar Színház tagja.

## Családja
Édesapja Kardos Sándor nagyszántói református lelkipásztor volt. Felesége, Pető Dalma Csilla vállalkozó, nagyváradi RMDSZ-es helyi tanácsos. Egy fiúgyermek édesapja.

## Fontosabb szerepei
- Urgentino – Howard Barker: Jelenetek egy kivégzésből
- Szellemfi – Szigligeti Ede: Liliomfi
- Kohlhaas Mihály – Tasnádi István: Közellenség
- Az apa – Luigi Pirandello: Hat szereplő szerzőt keres
- Rigó János – Parti Nagy Lajos: Mauzóleum
- Merkl Franz – Ödön von Horváth: Kasimir és Karoline

## Filmjei
- Kínai védelem (1999)
- Kisváros (1999)
- Édesanyám (2015)

## Díjai
- Bánffy Miklós-díj (2001)
- Szacsvay-díj (2005)
- Magyar Kultúráért díj (2010)
- Tompa Miklós-díj (2011)
- Jászai Mari-díj (2012)